# STS-3xx

Emblema da missão

As missões de ônibus espacial chamadas STS-3xx (oficialmente designadas como missões Launch On Need) são missões de resgate que podem ser escaladas para resgatar a tripulação de um ônibus espacial se seu veículo estiver danificado e incapacitado de fazer uma reentrada na atmosfera. Essas missões são também chamdas de Launch on Demand ou Contingency Shuttle Crew Support.